# Sandalolitha dentata
Sandalolitha dentata is een rifkoralensoort uit de familie van de Fungiidae. De wetenschappelijke naam van de soort is voor het eerst geldig gepubliceerd in 1884 door Quelch.